# Monte Sant'Angelo
Monte Sant'Angelo is een gemeente in de Italiaanse regio Apulië, in de provincie Foggia.
De plaats is gelegen op het schiereiland Gargano. Het ligt hoog in de bergen met uitzicht over de Adriatische Zee. Monte Sant'Angelo is ontstaan bij het Santuario di San Michele. Volgens overleveringen zou de aartsengel Michaël zich hier in de 5e eeuw enkele malen vertoond hebben. Monte Sant'Angelo behoort tot de bekendste bedevaartsoorden van Europa.
Men kan het heiligdom bereiken via de kerk San Michele waarnaast een imposante achthoekige toren uit 1281 staat. Vanuit de kerk daalt een 89 treden tellende trap af naar de grote onderaardse basiliek.
Het centrum van Monte Sant'Angelo is goed bewaard gebleven. Bijzonder is de lagergelegen woonwijk, met zijn spierwitte, in kaarsrechte rijen staande huizen. Andere bezienswaardigheden in de plaats zijn de kerken SS della Trinità en Santa Maria Maggiore, de graftombe van Rothari en het Normandische kasteel.
De lokale economie van Monte Sant'Angelo is vooral op landbouw (olijven) en veeteelt gericht. Het toerisme speelt echter ook een grote rol, naast pelgrims trekt de plaats ook veel dagtoeristen aan die aan de Garganische kust verblijven.
Ook is er de film Don't Torture A Duckling uit 1972 van Lucio Fulci grotendeels opgenomen.

## Afbeeldingen

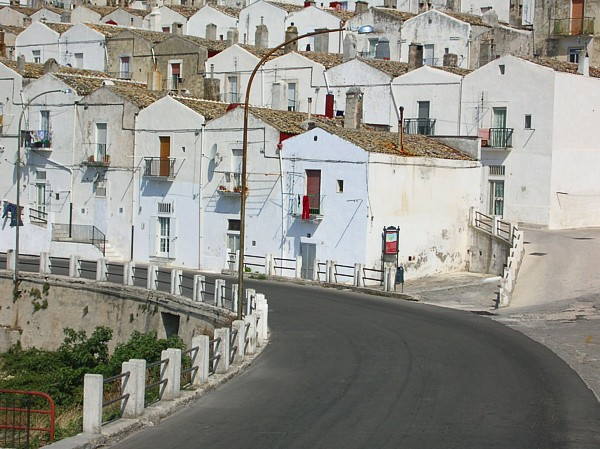
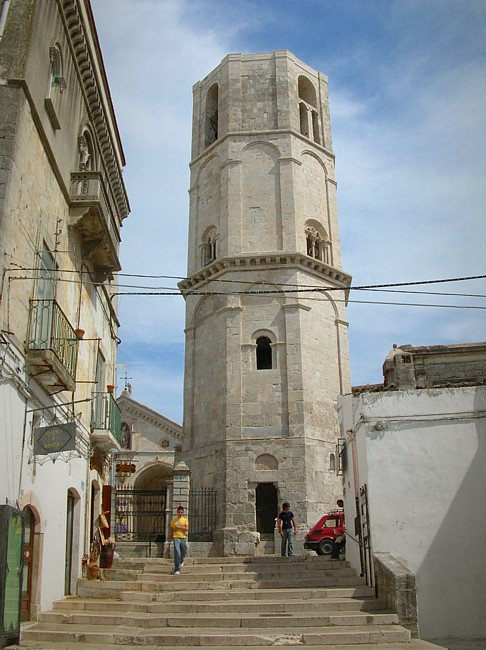
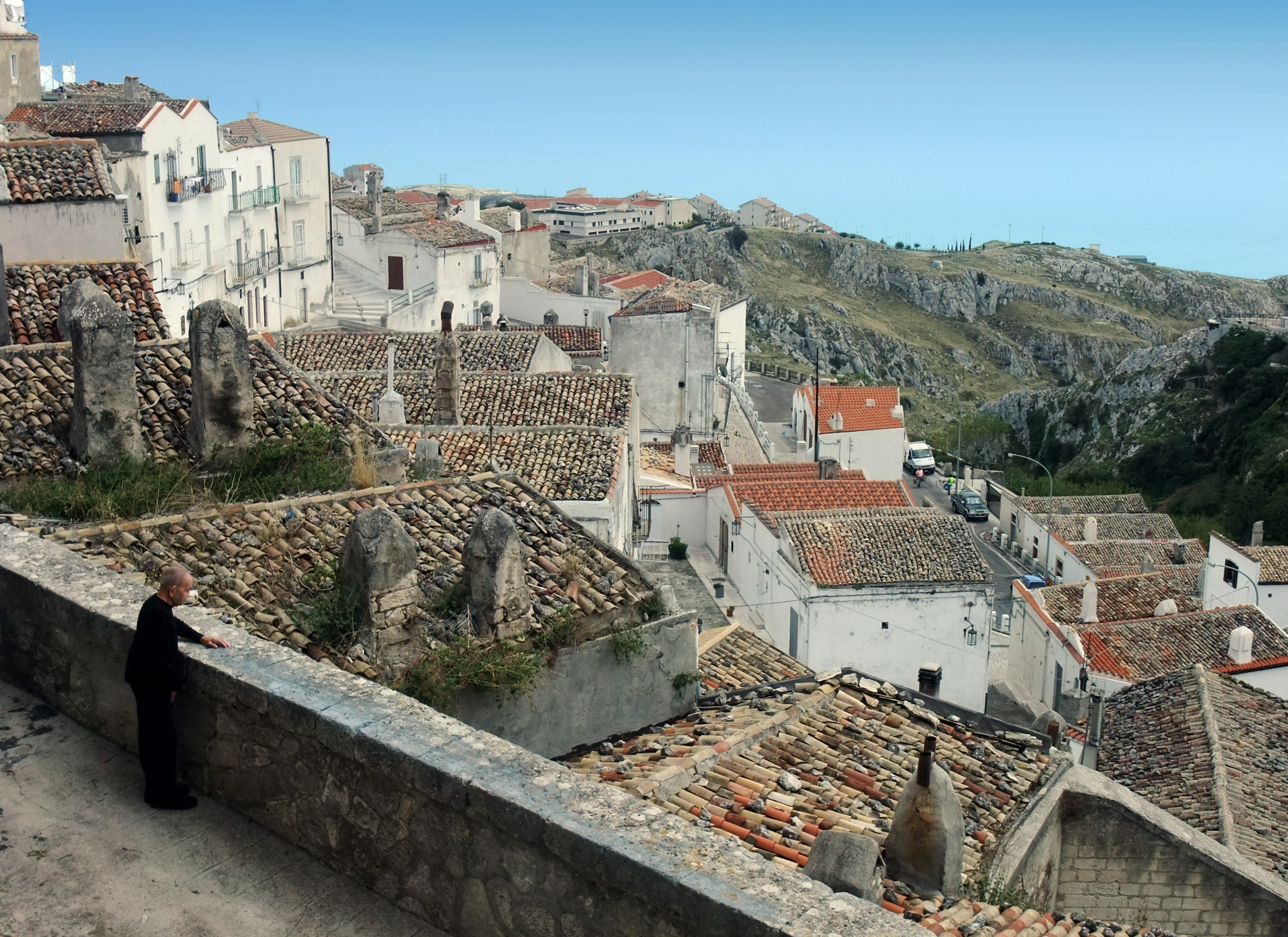